# 小浜英博
小浜 英博（こはま ひでひろ、1975年5月9日 - ）は、サンテレビジョン報道部の記者で、元・同局および青森テレビのアナウンサー。

## 人物
本名は「小濵 英博」。神奈川県川崎市の出身で、高校時代には野球部に所属していた。日本大学を経て、1998年にアナウンサーとして青森テレビ（ATV）に入社。2004年3月に同局を退社した後に、同年4月に中途採用扱いでサンテレビへ移籍した。
ATVでは、青森県内の取材リポートで、冬場に氷点下の中でふんどし姿で水風呂に入りながら「裸祭り」の模様を伝えたことがある。また、学生時代から親しんでいる野球とともに、津軽三味線を趣味に挙げている。
サンテレビへの移籍後は、スポーツアナウンサーとして『サンテレビボックス席』などで実況やリポーターを担当。プロ野球のオフシーズンに放送される『熱血!タイガース党』では、2005年度に司会、2006・2007年度にリポーターを務めた。2005年度の放送では、阪神タイガース関連で気になるニュースを取り上げるコーナー「熱血!小浜das」で、「～です」の代わりに「～だす」を語尾に付けながらニュースを紹介。一時は、当時の番組レギュラー・テンダラーや一部のタイガースファンが、小浜のことをコーナー名の「コハマダス」で呼んでいた。
また、スポーツアナウンサーとしての活動の一方で、2007年からは『ニュースシグナル』（平日の夕方に放送されているローカルニュース番組）にも出演。2011年4月からは、木・金曜日のメインキャスターを務めている。ただし、プロ野球シーズンには、それ以外の曜日で『サンテレビボックス席』の中継にも登場している。
ちなみにATVでは、本名の「濵」を、基本として「濱」と表記していた。サンテレビへの移籍後は、「濵」の表記を、放送上常用漢字の「浜」に統一している。ただし、同局公式サイトのアナウンサーページにあった藤村徹のコラムでは、名前に「濵」の字がない小浜の診断書の画像を公表していた（藤村が他部署へ異動した現在はコラムを終了）。また、「12球団全選手カラー百科名鑑」（日本スポーツ出版社発行）2007年・2008年版の「プロ野球アナウンサー紹介」では、小浜の苗字が誤って「水浜」と記されている。
2010年に、当時『ニュースシグナル』のキャスターを務めていた契約アナウンサーの東真由美と結婚。『週末ココいこっ!おっ!サンナビ』（サンテレビで土曜日に生放送の情報番組）では、東の名前を伏せながらも、MCを務める後輩アナウンサーの榎木麻衣に結婚の事実を公表された。その後、榎木、谷口英明、木内亮（いずれも同局アナウンサー）が、小浜と東の披露宴についてtwitterで画像付きのつぶやきを発信。小浜自身も、2011年の大晦日に放送された『熱血!タイガース党』の特別番組で、もうすぐ父親になることを明かしていた。
2012年4月2日から2018年3月30日までは、『NEWS PORT』（『ニュース･シグナル』の後継番組）で、全曜日のメインキャスターを担当。『サンテレビボックス席』には、2016年まで、土･日曜日の中継にのみ不定期で出演していた。
2018年4月2日からは、『情報スタジアム 4時!キャッチ』（『NEWS PORT』の後継番組）の月・水曜日で、サブキャスターとニュース解説を担当。2020年度には、中継リポーター（月曜日）、ニュースキャスター（木曜日）、コーナーキャスター（金曜日）、ディレクターを兼務していた。
2021年4月からは、サンテレビ社会情報部の記者を兼務しながら、『NEWS×情報 キャッチ+』（『4時!キャッチ』の後継番組）で木・金曜日にニュースキャスターを担当。2023年4月1日付の人事異動でアナウンス職を解かれたことを機に、アナウンス部から社会情報部へ正式に転籍したうえで、記者職に専念している。「サンテレビアナウンサー」として最後に出演した番組は、異動の前夜（3月31日）に放送された『SUN-TVニュース』で、当日開催の第95回記念選抜高等学校野球大会・準決勝第2試合（報徳学園高校対大阪桐蔭高校）で報徳学園の応援団を阪神甲子園球場（報徳学園と同じくサンテレビ放送対象地域内の兵庫県西宮市に所在）三塁側のアルプススタンドで取材した模様も伝えている。

## 担当番組

### サンテレビのアナウンサー時代
- SUN-TVニュース（不定期）
- ニュースEyeランド（担当曜日不明、2004年4月 - 2007年3月30日）
- ニュースシグナル（スポーツキャスターやニュースアナウンサーを歴任、2011年4月から番組終了の2012年3月まで木・金曜メインキャスター）
- NEWS PORT（月 - 金曜日メインキャスター、2012年4月 - 2018年3月）
- 熱血!タイガース党（2005年度司会、2006・2007年度リポーター、以降は不定期で出演）
- 午後キュン（VTRロケコーナー「おじゃ町ま～す!」のナレーター、2016年4月 - 2018年3月）
- スポーツ中継（サンテレビボックス席、全国高校ラグビー兵庫県大会・決勝戦など）
- 情報スタジアム 4時!キャッチ（2018年4月 - 2021年3月)
- NEWS×情報 キャッチ+（2021年4月1日 - 2023年3月24日）[1]
  - 17時台の後半に放送されていた「NEWS+」で、木・金曜日にメインキャスターを担当。キャスター時代に兼務していた社会情報部の記者職へ専念した後も、報道系の取材リポートで随時出演している。

#### 青森テレビアナウンサー時代
- おしゃべりハウス
- 風たちの玉手箱